# 佩金食虫虻
佩金食虫虻（Michotamia aurata）是双翅目食虫虻科的一个品种。 它是由约翰·克里斯蒂安·法布里修斯在 1794 年首次发现。該物種分佈於巴基斯坦、印度、斯里蘭卡、孟加拉國、緬甸、老撾、泰國、中國和印度尼西亞。

## 图片

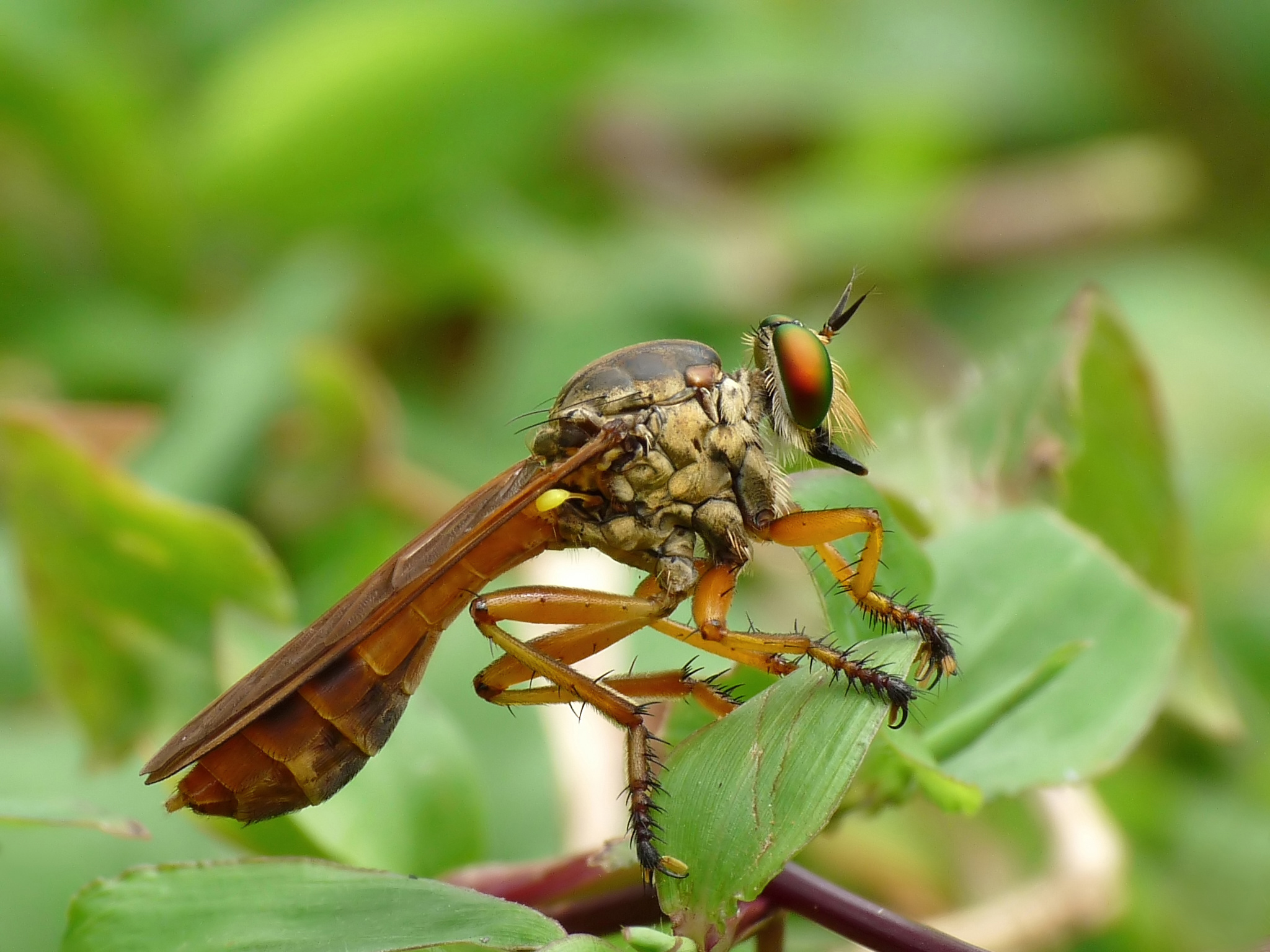
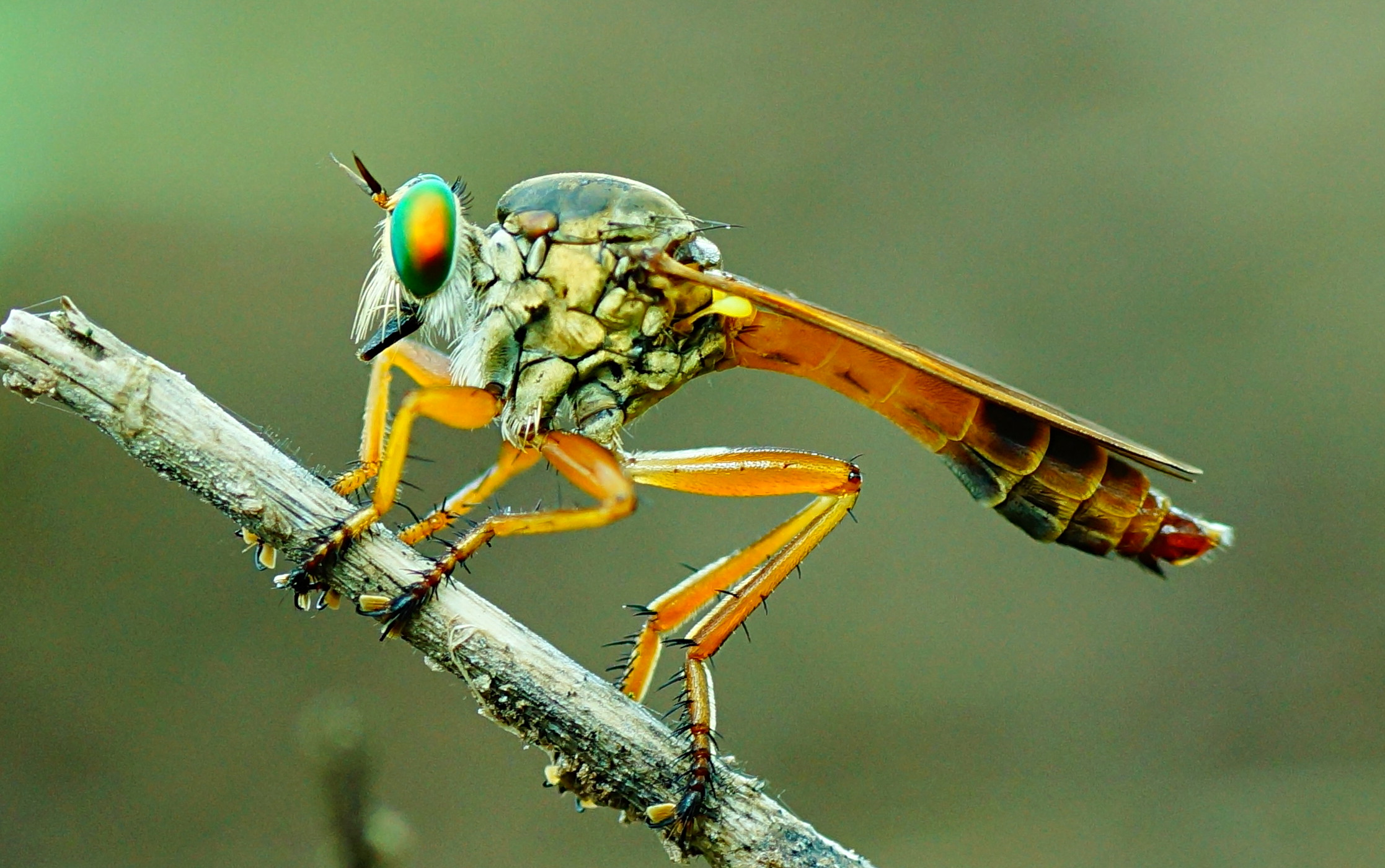
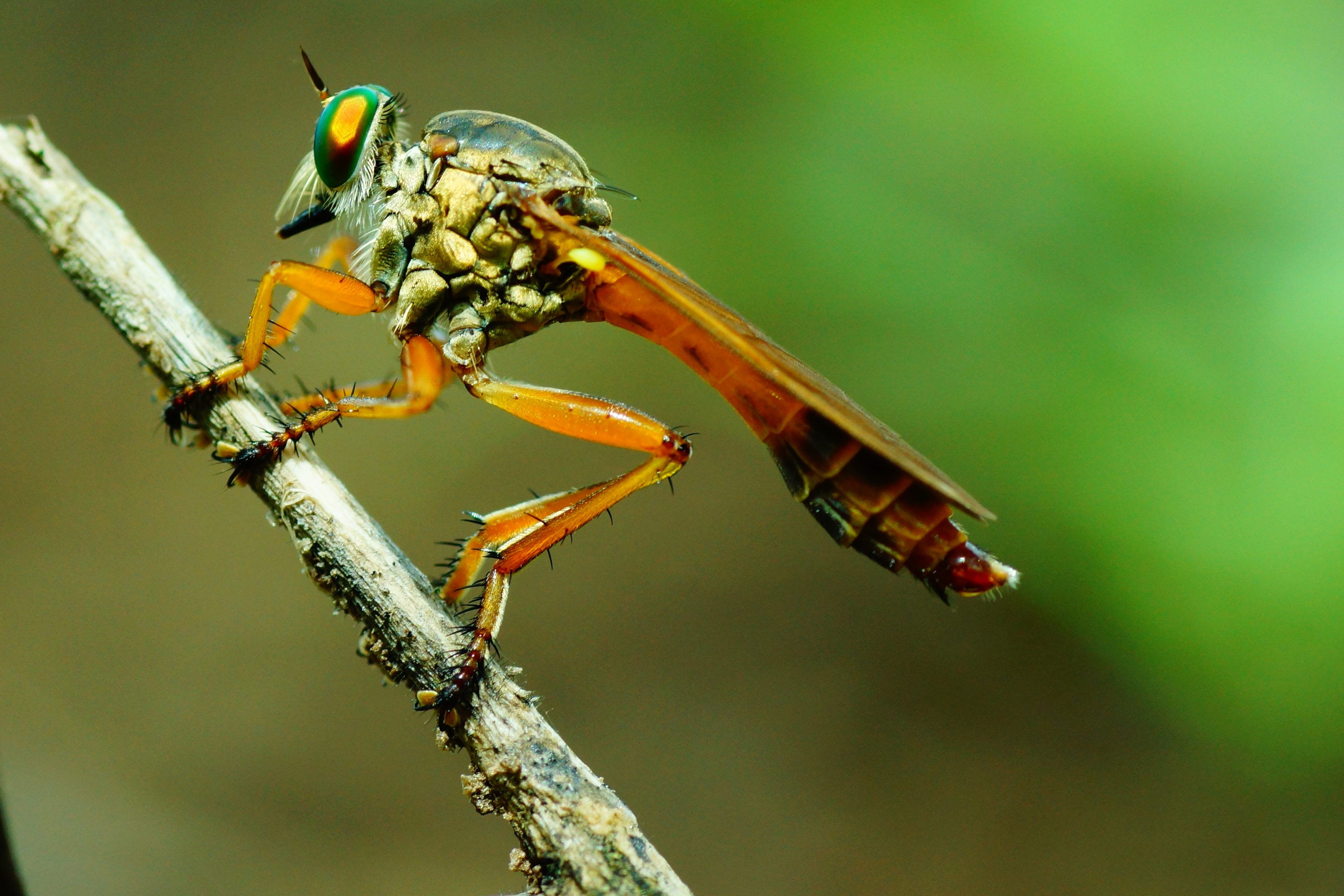